# Шиклоши, Гергей
Гергей Шиклоши (венг. Siklósi Gergely, род. 4 сентября 1997, Тапольца) — венгерский фехтовальщик на шпагах, олимпийский чемпион 2024 года в командном первенстве, чемпион мира 2019 года в личных соревнованиях и чемпион Европы 2023 года в командной шпаге, призёр чемпионатов Европы.

## Карьера
Выступая на юниорских соревнованиях, Гергей Шиклоши смог зарекомендовать себя. В 2016 году венгр выиграл первенство Европы, а также стал двукратным бронзовым призёром чемпионата мира среди юниоров в личной шпаге (2016, 2017).
В 2017 году Гергей вошёл в состав сборной на Универсиаду и выиграл свою первую медаль на соревнованиях взрослого уровня, став серебряным призёром командного турнира.
В 2019 году венгерский шпажист совершил прорыв: на чемпионате Европы он стал бронзовым призёром командного турнира, а на домашнем чемпионате мира 21-летний спортсмен, занимавший 45-е место в рейтинге FIE, выиграл золотую медаль. На пути к чемпионскому титулу Гергей обошёл олимпийского чемпиона корейца Пак Сан Ёна, серебряного призёра чемпионата Европы 2019 года итальянца Андреа Сантарелли, а в финале одолел трёхкратного чемпиона Европы в командном первенстве россиянина Сергея Биду, отыгравшись со счёта 10:13 и тем самым взяв реванш за поражение в финале командного турнира Универсиады-2017.

## Лучшие результаты

### Чемпионаты мира
- Золото — чемпионат мира 2019 года (Будапешт, Венгрия)

### Чемпионаты Европы
- Бронза — чемпионат Европы 2019 года (Дюссельдорф, Германия) (команды)